# Російські залізниці
Відкри́те акціоне́рне товари́ство «Росі́йські залізни́ці» (рос. ОАО «Российские железные дороги») — російська державна вертикально інтегрована компанія, власник інфраструктури загального користування і найбільший перевізник російської мережі залізниць. Утворено у 2003 році на базі Міністерства шляхів сполучення Росії. 100 % акцій належать Уряду Росії.
Станом на 2012 рік, входила в трійку найбільших транспортних компаній світу. Найбільший роботодавець Росії. Станом на 2018 рік у компанії працюють 737 тисяч осіб, що становить 1,2 % від загального числа зайнятих в економіці Росії.
У 2018 році компанія зайняла в рейтингу глобальної конкурентоспроможності друге місце по вантажообігу, четверте місце — по пасажирообороту, перше місце з безпеки руху, енергоефективності та захисту навколишнього середовища.
Повне найменування — Товариство з обмеженою відповідальністю «Російські залізниці». Офіційне найменування англійською мовою — Joint Stock Company «Russian Railways» (JSCo «RZD»). Головна контора (офіс) — в Москві.
ВАТ «РЖД» здійснює транспортне обслуговування в 77 з 85 суб'єктів Російської Федерації. У 2019 компанія перевезла 1,2 млрд пасажирів і 1,28 млрд тонн вантажів. Внесок РЖД в ВВП Росії у 2017 році становить 1,4 %. Частка РЖД в російських інвестиціях — 3 %, в інвестиціях транспорту 13,3 %. На ВАТ «РЖД» припадає понад 27 % пасажирообігу всієї транспортної системи Росії й понад 45 % її вантажообігу (без урахування трубопровідного транспорту — 87 %). За обсягом виторгу від реалізації продукції ВАТ «РЖД» у 2019 році займає 5-е місце в рейтингу найбільших компаній Росії.

## Опис
Відкрите акціонерне товариство «Росі́йські залізни́ці» створене 1 жовтня 2003 року, функціонально замінило Міністерство шляхів сполучення (рос. МПС). «Російські залізниці» отримали 987 підприємств (95 % за вартістю активів відомства) з 2046, що складали систему Міністерства шляхів сполучення.
Єдиним акціонером ВАТ «Російські залізниці» є Російська Федерація. Від імені Російської Федерації повноваження акціонера здійснює уряд Російської Федерації.
Президент ВАТ «Російські залізниці» — Олег Бєлозьоров.
Статутний капітал ВАТ «Російські залізниці» сформований засновником шляхом внесення до нього майна і майнових комплексів організацій федерального залізничного транспорту. Станом на 01.01.2008 року. статутний капітал підприємства становить 1 541 697 819 000 рублів. Статутний капітал Товариства сформований з 1 541 697 819 звичайних іменних акцій в бездокументній формі номінальною вартістю 1000 рублів кожна.
Корпоративна структура включає філіали та представництва компанії, дочірні й залежні товариства (за даними на січень 2008 року «Російські залізниці» створили понад 133 дочірніх і залежних товариств). Представництва компанії працюють в Північній Кореї (м. Пхеньян), Китаї (м. Пекін), Польщі (м. Варшава), Чехії (м. Прага), Фінляндії (м. Гельсінкі), Німеччині (м. Берлін), Угорщині (м. Будапешт), Естонії (м. Таллінн).
ВАТ «Російські залізниці» є стовідсотковим акціонером телекомунікаційної компанії «Транстелеком», створеної для власних потреб «Російських залізниць».
Також ВАТ «Російські залізниці» належать компанії «Трансконтейнер» — найбільший оператор контейнерних перевезень Росії і «Трансінформ», що займається постачаннями комп'ютерної техніки. Крім того, «Російські залізниці» є власником страхової компанії «ЖАСО» і ВАТ «Перша вантажна компанія» (ВАТ «Первая грузовая компания»), а також володіють 74,995 % акцій Транскредитбанка.
Основні напрями комерційній діяльності компанії — вантажні та пасажирські перевезення. ВАТ «Російські залізниці» володіє 99 % залізничних магістралей в Росії загальною протяжністю 85 500 км (за винятком тих, що керуються приватними компаніями, наприклад, Норильської залізниці), станціями й вокзалами, депо і диспетчерськими системами. Також компанії належить близько 20 тисяч локомотивів (близько 90 % всього локомотивного парку), більш ніж 600 тисяч вантажних і пасажирських вагонів. Пасажирські локомотиви складають близько 12 %. Частина пасажирських перевезень мережею ВАТ «Російські залізниці», зокрема, за напрямом Москва — Санкт-Петербург, виконується приватними поїздами.
На початку 2008 року ВАТ «Російські залізниці» виграло тендер на будівництво ділянки залізниці Північ — Південь в Саудівській Аравії. Протяжність ділянки — 520 км, вартість контракту — $800 млн.

## Структура
- Горьківська залізниця (рос. Горьковская железная дорога)
- Далекосхідна залізниця (рос. Дальневосточная железная дорога)
- Жовтнева залізниця (рос. Октябрьская железная дорога)
- Забайкальська залізниця (рос. Забайкальская железная дорога)
- Західно-Сибірська залізниця (рос. Западно-Сибирская железная дорога)
- Калінінградська залізниця (рос. Калининградская железная дорога)
- Красноярська залізниця (рос. Красноярская железная дорога)
- Куйбишевська залізниця (рос. Куйбышевская железная дорога)
- Московська залізниця (рос. Московская железная дорога)
- Південно-Кавказька залізниця (рос. Южно-Кавказская железная дорога, Вірменія)
- Південно-Східна залізниця (рос. Юго-Восточная железная дорога)
- Південно-Уральська залізниця (рос. Южно-Уральская железная дорога)
- Північна залізниця (рос. Северная железная дорога)
- Північно-Кавказька залізниця (рос. Северо-Кавказская железная дорога)
- Приволзька залізниця (рос. Приволжская железная дорога)
- Свердловська залізниця (рос. Свердловская железная дорога)
- Східно-Сибірська залізниця (рос. Восточно-Сибирская железная дорога)

## Виробничо-економічні показники за 2007 рік
- Вантаження — 1,34 млрд тонн (+ 2,5 %, або на 32 млн тонн більше до 2006 року). Вантажообіг зріс на 7,1 % в порівнянні з 2006 роком і склав 2293,4 млрд ткм.
- У дальньому і приміському сполученні перевезено 1,3 млрд осіб. Пасажирообіг становив 174 млрд пас·км.
- Чистий прибуток склав близько 78,7 млрд рублів (попередні дані).
- Річний обсяг інвестицій збільшений більш ніж в півтора раза (в порівнянні з 2006 роком) і перевищив 259 млрд рублів (а з урахуванням лізингу — 288 млрд рублів).

## Атака українських хакерів
1 квітня 2025 року, у відповідь на атаки росіян на сайт Укрзалізниці, хакери атакували сайт РЖД. Станом на 3 квітня сайт не працює.